# Cyrtodactylus subsolanus
Cyrtodactylus subsolanus este o specie de șopârle din genul Cyrtodactylus, familia Gekkonidae, ordinul Squamata, descrisă de Sudesh Batuwita și Mohomed M. Bahir în anul 2005. Conform Catalogue of Life specia Cyrtodactylus subsolanus nu are subspecii cunoscute.